# Свёнтек, Казимир Янович
Казими́р Я́нович Свёнтек (Казимеж Свёнтек, бел. Казімір Янавіч Свёнтак (Свёнтэк), пол. Kazimierz Świątek; 21 октября 1914, г. Валк, Валкский уезд, Лифляндская губерния, Российская империя, ныне или в Эстонии или в Латвии, также имеются источники, согласно которым он родился в посёлке Риншове под Нарвой — 21 июля 2011, Пинск, Беларусь) — первый белорусский кардинал. Архиепископ Минско-Могилёвский с 13 апреля 1991 по 14 июня 2006. Апостольский администратор Пинска с 13 апреля 1991 по 30 июня 2011. Кардинал-священник с титулом церкви Сан-Джерардо-Майелла с 26 ноября 1994.

## Биография
Родился в польской эмигрантской семье, отец Ян Свёнтек (пол. Jan Świątek), мать Вероника Кромплевская (пол. Weronika Kromplewska), в семье было ещё двое детей: Эдвард и Изабелла. Его отец был мобилизован в русскую армию в 1914 году и воевал на фронте до окончании Первой мировой войны, по завершении которой вступил в Польские легионы Юзефа Пилсудского и погиб во время советско-польской войны при обороне Вильны от Красной Армии в 1920 году.
Семья Свёнтеков с 1914 года находилась в эвакуации в городе Валк (в современной Эстонии или Латвии), там и родился Казимир, в 1917 году семья была переселена в Сибирь. По окончании Гражданской войны и голода в 1922 году семья Свёнтеков выехала в независимую Польшу, поселившись в городе Барановичи (на территории современной Беларуси), там Казимир Свёнтек учился в гимназии имени Тадеуша Рейтана. В 1932 году окончил гимназию и поступил в Высшую духовную семинарию имени Фомы Аквинского в Пинске.
8 апреля 1939 года по окончании семинарии, в кафедральном соборе Успения Пресвятой Богородицы в Пинске, он был рукоположён в сан священника и стал служить викарием пружанского прихода. В мае 1939 года был призван в Войско Польское и проходил службу в качестве капеллана. 26 сентября 1939 года арестован за «шпионаж» и приговорён к смертной казни, заключён в брестскую тюрьму. Во время немецкой оккупации был освобождён, после чего вернулся в Пружаны, где продолжил службу священником.
17 декабря 1944 года (после освобождения Пружан) он был снова арестован. 21 июля 1945 года осуждён на 10 лет лагерей строгого режима и 5 лет поражения в гражданских правах. Отбывал заключение в Воркуте, Инте, Мариинске. После освобождения в 1954 году вернулся в Беларусь и практически бессменно служил во францисканском храме в Пинске (ныне — кафедральный собор пинской епархии).
11 апреля 1989 года он был назначен генеральным викарием пинской епархии. 21 мая 1991 года рукоположён в архиепископы. Служил архиепископом минско-могилёвским с 13 апреля 1991 года по 14 июня 2006 года. 13 апреля 1991 года был назначен на должность апостольского администратора ad nutum Sanctae Sedis Пинска и находился в этой должности по 30 июня 2011 года.
С 1999 года по 2006 год был также председателем Конференции католических епископов Беларуси. С 26 ноября 1994 года, являлся кардиналом-священником с титулом церкви Сан-Джерардо-Майелла. Был старейшим кардиналом, возглавляющим епархию. Был главным инициатором возрождения пинской семинарии в 2001 году.
19 мая 2010 года состояние здоровья ухудшилось в результате перелома шейки бедра. 21 июля 2011 года Казимир Свёнтек скончался в возрасте 96 лет в Пинске.

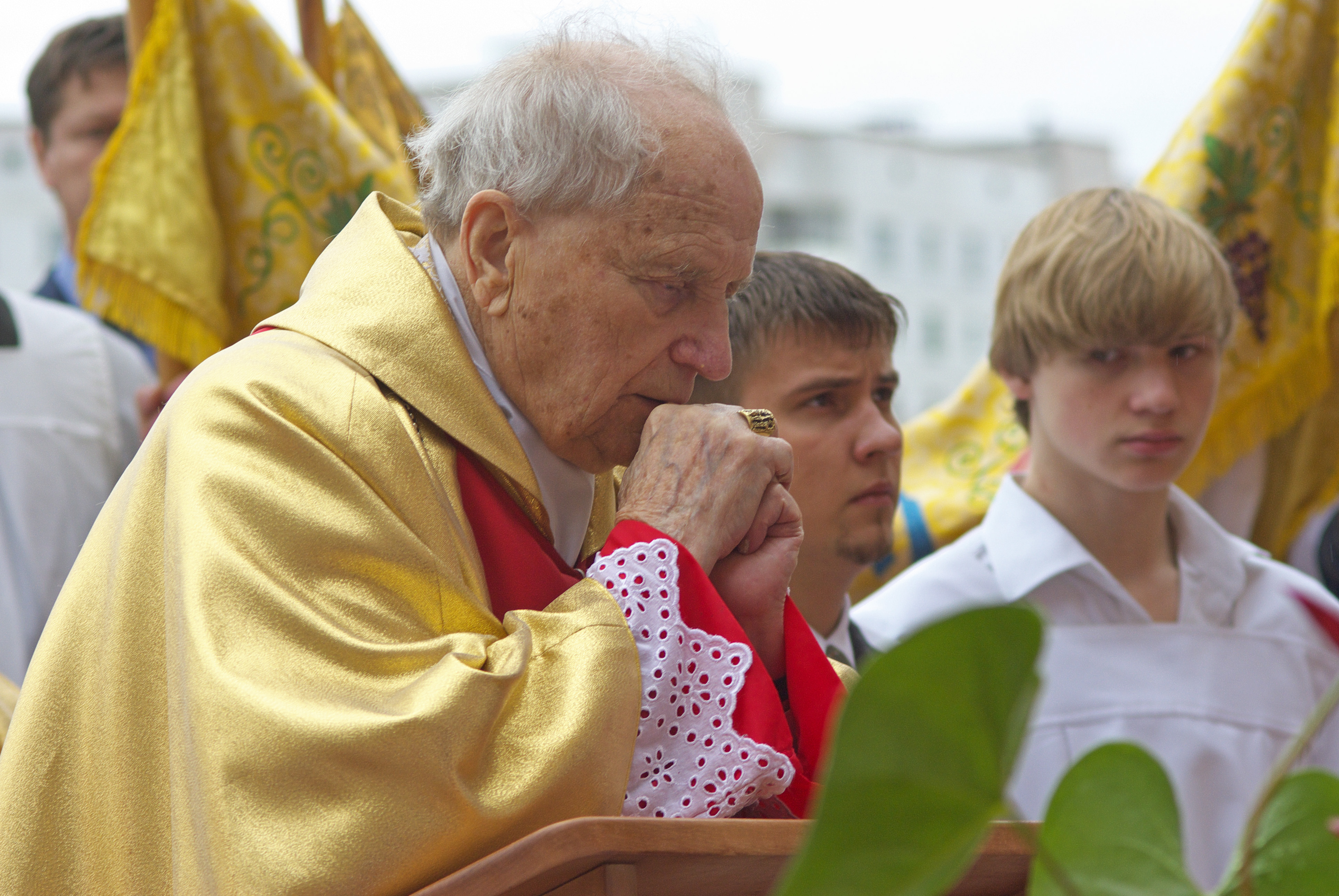
Казимир Свёнтек

## Награды
- Командор со звездой ордена Возрождения Польши (Польша, 1995 год)[11]
- Командор ордена Почётного легиона (Франция, 2006)[12]
- Специальная награда института Павла VI в городе Брешиа (Италия) Fidei testis (свидетель веры). В 2004 году эту награду белорусскому кардиналу Казимиру Свентеку вручил лично папа Иоанн Павел II[13].